# Hugues Le Paige
Pour les articles homonymes, voir Le Paige.
 (juin 2024).
La mise en forme du texte ne suit pas les recommandations de Wikipédia : il faut le « wikifier ».
Les points d'amélioration suivants sont les cas les plus fréquents. Le détail des points à revoir est peut-être précisé sur la page de discussion.
- Les titres sont pré-formatés par le logiciel. Ils ne sont ni en capitales, ni en gras.
- Le texte ne doit pas être écrit en capitales (les noms de famille non plus), ni en gras, ni en italique, ni en « petit »…
- Le gras n'est utilisé que pour surligner le titre de l'article dans l'introduction, une seule fois.
- L'italique est rarement utilisé : mots en langue étrangère, titres d'œuvres, noms de bateaux, etc.
- Les citations ne sont pas en italique mais en corps de texte normal. Elles sont entourées par des guillemets français : « et ».
- Les listes à puces sont à éviter, des paragraphes rédigés étant largement préférés. Les tableaux sont à réserver à la présentation de données structurées (résultats, etc.).
- Les appels de note de bas de page (petits chiffres en exposant, introduits par l'outil «  Source ») sont à placer entre la fin de phrase et le point final[comme ça].
- Les liens internes (vers d'autres articles de Wikipédia) sont à choisir avec parcimonie. Créez des liens vers des articles approfondissant le sujet. Les termes génériques sans rapport avec le sujet sont à éviter, ainsi que les répétitions de liens vers un même terme.
- Les liens externes sont à placer uniquement dans une section « Liens externes », à la fin de l'article. Ces liens sont à choisir avec parcimonie suivant les règles définies. Si un lien sert de source à l'article, son insertion dans le texte est à faire par les notes de bas de page.
- La présentation des références doit suivre les conventions bibliographiques. Il est recommandé d'utiliser les modèles {{Ouvrage}}, {{Chapitre}}, {{Article}}, {{Lien web}} et/ou {{Bibliographie}}. Le mode d'édition visuel peut mettre en forme automatiquement les références.
- Insérer une infobox (cadre d'informations à droite) n'est pas obligatoire pour parachever la mise en page.

Pour une aide détaillée, merci de consulter Aide:Wikification.
Si vous pensez que ces points ont été résolus, vous pouvez retirer ce bandeau et améliorer la mise en forme d'un autre article.
Hugues le Paige (Bruxelles, 1946) est un journaliste, réalisateur et producteur belge.

## Biographie
Hugues le Paige est né à Bruxelles en 1946. Il est diplômé en lettres et philosophie (journalisme et communication sociale) à l'Université libre de Bruxelles.
De 1970 à 2004, il travaille comme journaliste à la la RTBF (Radio-télévision belge), où il est d'abord correspondant étranger à Paris et Rome, puis auteur et producteur au département documentaire de la radio et de la télévision. Ses documentaires se concentrent avant tout sur la société et la politique italienne.

## Faire de la politique.Chroniques de la Toscane rouge (1982-2004)
Il fare politica est un documentaire sur des sujets politico-sociaux réalisé en 2005 et qui se déroule dans la petite ville de San Casciano in Val di Pesa dans le hameau de Mercatale, près de Florence, publié dans un coffret de Feltrinelli avec La Cosa de Nanni Moretti, un film qui raconte le passage du PCI au PDS vu de l'intérieur des sections italiennes.
Le film documentaire raconte l'histoire de Fabiana (employée), Carlo (ouvrier), Claudio (pompier) et Vincenzo (artisan), tous quatre membres du Parti communiste, animés par une forte passion politique et un désir infatigable de changer le monde. Pour réaliser le film, La Paige retournait tous les deux ans dans le village toscan, où il filma pendant deux décennies les événements les plus marquants de la vie des quatre protagonistes. Élevés dans la politique, qu'ils considèrent comme une école voire comme une seconde famille, les quatre personnages racontent la réalité de leur époque, la dépeignant sous un angle à la fois lucide et passionné. Paige filme donc les visages en larmes des protagonistes présents aux funérailles de Berlinguer (1984), ainsi que leurs réactions face à l'ascension politique de Berlusconi au début des années 90 et à la nouvelle aventure du PDS, puis du DS qui aboutit à la constitution du parti Parti démocrate. C'est l'histoire d'un voyage de désillusions, qui laisse ouvertes de nombreuses questions sur ce que pourrait être l'avenir de la politique italienne et ce qui reste, à l'époque actuelle, de ce désir de changement qui animait les jeunes et les adultes des années 80.

## Prises de position
Dans un article du journal Revue politique paru le 27 mai 2024, Hugues le Paige appelle à voter pour le Parti du travail de Belgique pour les élections devant se dérouler le mois suivant, bien qu'il dise ne pas adhérer à l'ensemble de son programme, estimant que « l’état du monde ici et ailleurs exige un choix de rupture » et que « depuis 2014, les élu·es du PTB ont fait la preuve de leur utilité et de leur capacité à agir au sein des institutions parlementaires ».